# جيراردو أغيلار ساينز
جيراردو أغيلار ساينز (بالإسبانية: Gerardo Aguilar Sainz)‏ هو لاعب كرة قدم مكسيكي في مركز الوسط، ولد في 1990. لعب مع Real Estelí FC ‏.